# Warmeriville
Warmeriville település Franciaországban, Marne megyében. Lakosainak száma 2689 fő (2022. január 1.). Warmeriville Aussonce, Ménil-Lépinois, Heutrégiville, Isles-sur-Suippe és Lavannes községekkel határos.

## Népesség
A település népessége az elmúlt években az alábbi módon változott:
| Lakosok száma | 1375 | 1517 | 2151 | 2147 | 2255 | 2354 | 2468 | 2591 | 2644 | 2689 |
|               | 1968 | 1982 | 1990 | 2006 | 2013 | 2015 | 2017 | 2019 | 2020 | 2022 |